# Echipa națională de fotbal a Zanzibarului
Echipa națională de fotbal a Zanzibarului este echipa națională a Zanzibar și este controlată de Federația de Fotbal a Zanzibar.

## Istorie
Zanzibar nu este membră FIFA și de aceea nu poate juca în Cupa Africii pe Națiuni și nici la Campionatul Mondial de Fotbal. Insula este parte a Tanzania, care este membră FIFA. Înainte ca Zanzibar și Tanganyika să se unească în 1964, Zanzibar era membru cu drepturi depline la Confederația Africană de Fotbal (CAF), dar nu s-a calificat niciodată. A fost de asemenea membru asociat al CAF între 2007 și 2009.

## Antrenori
- Gheorghe Dungu
- Abd El Fattah
- Stewart Hall

## Realizări Zanzibar
CECAFA Cup :
- 1 campioană  (1995)
- 6 ori semifinalistă (de două ori pe locul trei)

ELF Cup :
- 2006 - Locul patru

FIFI Wild Cup :
- 2006 - Locul doi

Cupa Africii pe Națiuni :
- 1962 - Nu s-a calificat

La celelalte ediții nu a participat.